# Brownville (Nova York)
Brownville és una població dels Estats Units a l'estat de Nova York. Segons el cens del 2000 tenia 1.022 habitants.

## Demografia
Segons el cens del 2000, Brownville tenia 1.022 habitants, 419 habitatges, i 292 famílies. La densitat de població era de 607,1 habitants/km².
Dels 419 habitatges en un 32,5% hi vivien nens de menys de 18 anys, en un 55,8% hi vivien parelles casades, en un 10% dones solteres, i en un 30,3% no eren unitats familiars. En el 26,5% dels habitatges hi vivien persones soles el 12,6% de les quals corresponia a persones de 65 anys o més que vivien soles. El nombre mitjà de persones vivint en cada habitatge era de 2,44 i el nombre mitjà de persones que vivien en cada família era de 2,94.
Per edats la població es repartia de la següent manera: un 24,6% tenia menys de 18 anys, un 7,2% entre 18 i 24, un 25,6% entre 25 i 44, un 26,9% de 45 a 60 i un 15,7% 65 anys o més.
L'edat mediana era de 40 anys. Per cada 100 dones de 18 o més anys hi havia 83,6 homes.
La renda mediana per habitatge era de 37.500 $ i la renda mediana per família de 44.881 $. Els homes tenien una renda mediana de 35.294 $ mentre que les dones 25.583 $. La renda per capita de la població era de 18.862 $. Entorn del 4% de les famílies i el 8,4% de la població estaven per davall del llindar de pobresa.